# 恋もも
『恋もも』（こいもも）は、2005年11月25日にFizz feat.戯画（現在のFizz）より発売されたパソコン用アダルト美少女ゲームである。
戯画のパートナーブランドの1つ、Fizzの第1作。春を舞台としている。主題歌である「Eternal Wish」のボーカルは佐倉紗織が担当している。
なお、恋ももでは恋もも公式コスプレイヤーを公募し、咲彩（さあや）がその公式レイヤーに選ばれている。
以前、恋ももオフィシャルページでは「体験版」・「主題歌（ショートver.）」・「オープニングムービー」などが配布されていたが現在は主題歌と壁紙以外配布を終了している。ただし、ミラーページからは引き続きダウンロードが可能。
初回特典としてオリジナルサウンドトラック、予約特典としてオリジナルミニドラマ「温泉露天風呂編」と恋ももデジタル原画集が付属された。2006年1月25日にはジャイブより『恋もも 公式ビジュアルファンブック』 (ISBN 9784775506950) が発売された。

## あらすじ
主人公の香月の両親は香月の幼少期から家を空けることが多かった。両親は香月を、従姉である葉月のいる親戚の朱鷺坂家に預けられることの多かった。朱鷺坂家では、2人は姉弟同然に育てられた。その後、香月の両親の長期出張が決まり、本格的に朱鷺坂家で暮らし始め、半年が経とうとしていた。葉月を主とする朱鷺坂家の人々と共に日々、平穏な生活を送る香月であったが、その平穏は突如として咲峰百花と名乗る少女により破られる。「来るべき危険から香月を守るために自分は近くにいなければならない」と百花は語る。

## 登場人物

### メインキャラクター
守占 香月（もりうら かづき）
本作品の主人公。留守がちの両親の代わりに、親戚である朱鷺坂家に預けられることが多かったよう。朱鷺坂家では葉月と共に姉弟同様に育てられた。しかし、幼い頃はなかなか家に馴染めず、よく祖母の家に逃げるように通っていた。今では葉月ともその両親とも、もう一つの家族であるかのように接している。
咲峰 百花（さきみね ももか）
声 - 手塚まき
ある雨の降る日に突然香月のもとに訪れた謎の少女。百花自身は香月のことを知っているような素振を見せるが、香月は記憶にない。来るべき危険から香月を守る為に来たと話すが……陽だまりのような笑顔をいつも絶やさず、周りの人を和ませるような存在。極度の方向音痴であり、香月を自宅へ案内しようとするも、目的地の周りを行ったり来たりする。何故かいつも香月の側に居ようとするが、その真意は明らかではない。
朱鷺坂 葉月（ときさか はづき）
声 - 杏
香月の従姉である、一歳年上の少女。香月とは小さな頃からの付き合いであり、実の弟以上に香月を大事に思っている。姉らしくしようと試みるも、空回りばかり。一見するとしとやかな雰囲気を出しつつも、実際はかなり我が儘である。家事一切が全くできず、料理の腕も壊滅的。その為、料理や洗濯などにおいては完全に香月を頼っている。
西木 絢歌（にしき あやか）
声 - 三咲里奈
香月の祖母の家に下宿している大学生。香月の祖母とは絢歌の祖母が古い友人という関係らしい。優しげな雰囲気の女性で、話していると気持ちが穏やかになる。だが怒ると怖く、特に百花に対しては容赦ない。自分自身の身の上話は話したがらない為か、何処かしら謎めいた雰囲気も持っている。百花の保護者的存在であり、その振る舞いはさながら姉妹のようである。料理が得意で、香月にシチューをご馳走したりすることも。得意料理はおばあちゃん仕込みの煮物。
堀部 千晶（ほりべ ちあき）
声 - 茶谷やすら
新入生で茶道部に所属することとなる。葉月の後輩。真面目な性格でそれ故に口数も少ないが、茶道のことだけに関しては人が変わったかのように口数が増える。とても和服が好きで、部活で茶を点てるときは出来るだけ着物に着替えることにしている。
早鏡 美奈美（さかがみ　みなみ）
声 - 春乃いちご
「うきゅう」という不思議な帽子状のヌイグルミを頭に乗せた少女。不思議な雰囲気を醸し出す。その反面、非常に無邪気な一面もある。また大人びているように見えることもあれば、とても子供っぽく見えることもある。「うきゅう」からは、たまにゴソゴソという音や「むきゅう」という鳴き声がしているが香月以外気付いていない。家政婦であるキサにとてもよく懐いており、キサの前では可愛らしい一面も覗かせる。キサのことは姉か母のように慕っている。

### サブキャラクター
小波 真季（こなみ まき）
声 - ひらり
葉月の親友。葉月とは小学校からの長い付き合いであり、また香月とも面識がある。付き合いの長さ故によく葉月のことをからかう。口調も男っぽく、また言うことも辛辣なことも多いが、葉月とはいい仲である。
キサ（きさ）
声 - 星野みく
早鏡家の家政婦で美奈美の世話係。太陽の光が苦手で夜だけ働いているらしい。外見的には年若い女性のようだが年齢は不詳。基本的に物静かな人である。たまに話すときは年下相手に対しても敬語を使うなど言葉遣いが丁寧である。ただ言いにくいことも真っ直ぐ言う、強気な一面も持つ。表には出していないが、実は美奈美のことを溺愛している。
守占 夏子（もりうら なつこ）
香月の祖母でとても優しい人で絢歌や百花の下宿も快く受け入れた。常に和服を着ているが特に意味はないらしい。
河東 正義（かわとう　まさよし）
香月の友人。とても優しそうな面立ちだが、目を開くと怖い。
朱鷺坂 幸洋（ときさか こうよう）
葉月の父で、香月の伯父にあたる。自分の書斎を香月の部屋として提供するなど香月を自分の子のように大切にしている。
朱鷺坂 美智留（ときさか みちる）
声 - 森野花梨
葉月の母で、香月の伯母にあたる。楽観的な雰囲気で、葉月のことに関しても香月に任せることも多い。

## 製作スタッフ
- 企画・シナリオ - 雪村戌
- 原画 - 闇野ケンジ
- ムービー - 神月社 (Radiant Impression Prelude)
- 美術設定 - スタジオBG
- 制作元 - Fizz feat.戯画

## 主題歌
オープニングテーマ「Eternal Wish」
歌 - ave;new feat.佐倉紗織 / 作詞 - a.k.a.dRESS、佐倉紗織 (ave;new) / 作曲・編曲 - a.k.a.dRESS (ave;new)
アレンジバージョン「Eternal Wish -fairytale-」がave;newによる2枚目のアルバム『suite』（2006年1月20日発売）に収録されている。楽曲「True My Heart」と同時期に制作された楽曲であり、作曲を担当したa.k.a.dRESSによれば"和風で切なくてどことなく懐かしい、でも人を想う「気持ち」を 強く感じられる"イメージで制作され、作曲にはギターとピアノが用いられた。

## 反響・批評
本作がリリースされた後、ゲーム作品などの販売を行うGetchu.comにおいて、2005年11月のPCゲームセールスランキングで10位にランクインしているが、2005年の年間セールスランキング上位50位には含まれなかった。
洋泉社が発行した『アニソンマガジン』のゲームソングレビュー集のなかでライターの有村悠は、主題歌の「Eternal Wish」のサウンドについて「ハイエナジー風ベースラインとキラキラ系シンセの織り成す、和風メロディ」と表現し、佐倉紗織によるキーの高いヴォーカルが「郷愁を誘う良曲」と肯定的な評価を与えた。